# Mädina Sadwakasova
Mädina Sadwaqasova (cirílico kazajo:Мәдина Садуақасова), nació el día 8 de septiembre de 1978 en Almaty, es una cantante de KZpop que saltó a la fama en el año 2004 gracias a la canción "Maxabbat jalını". Pertenece a la compañía discográfia "Raim music records" y actualmente, vive en Kyzylorda.

## Biografía

### Inicios
Mädina, es hija de un estómatólogo y una profesora, aunque nació en Almaty se mudó a Qızılorda cuando era muy pequeña. Lleva en el mundo de la música desde una edad muy temprana. Durante su juventud, compagino sus estudios secundarios con la música. Se graduó con un diploma en una escuela de música de su ciudad de acogida en el área de canto coral. Fue en esta escuela musical donde Mädina vio bien claro que quería dedicarse al mundo de la canción.
En 1991 Madina fue parte de un proyecto nacional de danza y de canto para niños pequeños llamado Änşi Balapan y participó en una competición similar conocida como Muzikalniy Voyazh donde ella fue galardonada con un premio en el año 1996 & en Kyzylorda y Almaty respectivamente.
En 1998, Mädina, fue galardonada en un festival regional de música tradicional en la ciudad de Shymkent. el año siguiente, Mädina actuó en el conocido certamen musical "Aziya Dawısı" (la voz de Asia) junto con otros cantantes famosos de KZpop, allí consiguió un buen puesto y gracias a su canción acerca de la patria kazaja, se hizo con el título de personalidad del año. Fue en este festival donde conoció a su cantante favorita y gran diva del Pop kazajo, Roza Rımbaeva. Tras su participación en este festival, Mädina estuvo actuando en clubs y pequeñas salas de conciertos. Un año después, comienza dedicarse profesionalmente a la música convirtiéndose en miembro del conjunto musical "Gülder". También en 1999 se licenció en la facultad de psicología.
El primer videoclip que fue esperado durante un largo tiempo vio la luz en el año 2004. El singe "Maxabbat jalını" se convirtió en un auténtico éxito. La canción, es sobre todo romántica y el éxito que tuvo, fue mayor entre el colectivo de los estudiantes gracias a la penetrante y sincera voz de Mädina.
Al poco tiempo, apareció el primer álbum en solitario de Mädina, titulado "Äñ sağanım", gracias al cual todos sus esfuerzos para llegar al gran público, se vieron recompensados. El álbum fue todo un éxito en Kazajistán convirtiéndose así en una de las cantantes más representativos del KZpop.

### Trayectoria
En el 2004, Mädina, público su álbum de debut, titulado "Äñ sağanim" y todavía sigue actuando en la mayoría de las ciudades kazajas, su canción más conocida, Maxabbat jalını, que todavía sigue sonando en varias emisorias de radio y televisión del país, además es una canción que la cantante siempre interpreta en sus giras. El resto de los sencillos extraídos de este primer disco, tuvieron un éxito limitado en comparación con el de la canción estrella del álbum.
En el año 2005, Mädina, estuvo preparando un nuevo trabajo, y estuvo en los estudios grabando nuevos temas, la mayoría en idioma kazajo, hasta que a finales del año 2006, apareció su nuevo y segundo álbum titulado "Tek öziñde", considerado por muchos, un disco mucho más maduro que el anterior, y dirigido a otra clase de público, menos juvenil y más adulto. Este segundo trabajo, al contrario de lo que muchos preveían, tuvo mucho más éxito que el álbum anterior, ya que muchos veían en Mädina, una "One hit wonder", es decir, una artista cuya carrera se hunde tras un gran éxito, pero la realidad acabó siendo muy distinta. El segundo álbum, supuso la consagración de la carrera de la cantante, vendiendo más de seiscientosmil ejemplares y convirtiéndose en uno de los álbumes más vendidos entre los años 2006 y 2007.
El primer sencillo del segundo trabajo, fue Maxabbat juldızdı, publicado en diciembre del año 2006, los otros dos sencillos publicados, Jawapsız Maxabbat y Süyğen Jürek fueron extraídos del álbum en el año 2007. Al contrario que en el primer álbum, en el que Maxabbat jalını, acaparó toda la atención del público, las canciones extraídas del segundo álbum, como sencillos, tuvieron un éxito similar entre ellas.
En el 2011, después de dos años y medio de silencio discográfico apareció su tercer álbum titulado "Ayawlı arman".

## Discografía

### Álbumes
- 2004: Äñ sağanım.
- 2006: Tek öziñde.[3]
- 2011: Ayawlı Arman.[1]

### Recopilatorios
- Bizdiñ Juldızdar 24 2007
- Bizdiñ Juldızdar 20 2007
- Moj Hit 1 2005

### Sencillos
- Maxabbat jalını 2004
- Maxabbat juldızdı 2006
- Jawapsız Maxabbat 2007
- Süyğen Jürek 2007